# Rosario Pio Ramolo
Rosario Pio Ramolo (ur. 12 grudnia 1952 w Limosano) – włoski duchowny rzymskokatolicki działający w Czadzie, od 1999 biskup Goré.